# Джек Велч
Джон Френсіс «Джек» Велч-молодший (англ. John Francis «Jack» Welch, Jr.; 19 листопада 1935 — 2 березня 2020) — американський бізнесмен. З 1981 по 2001 рік обіймав посаду генерального директора у компанії General Electric. Був радником невеликої групи CEO, що входять до Fortune 500.

## Біографія
Джек Велч народився у Сейлемі штат Массачусетс у родині залізничного кондуктора Джона Велча і домогосподарки Грейс Велч. Закінчив середню школу у Сейлемі, а потім — Массачусетський університет в Емгерсті, отримавши ступінь бакалавра хімічного машинобудування. У 1957 вступив до магістратури Іллінойського університету в Урбана-Шампейн, після закінчення якого отримав вчений ступінь.
У 1960 році Велч влаштувався на посаду інженера у General Electric. Пропрацювавши у компанії рік, він вирішив покинути її. Його не влаштовувала бюрократія, яка панувала у компанії, але виконавчий директор підрозділу Рубен Гутофф умовив його не робити цього, пообіцявши збільшити зарплату і захистити від перепон і тяганини.
У 1969 році Джек Велч очолив відділення пластмас. Через два роки його призначили керівником хіміко-металургійного підрозділу. У червні 1973 Рубена Гутоффа призначили головою стратегічного планування компанії; його попередню посаду зайняв Велч. Наприкінці 1977 Джек став керівником сектора споживчих товарів.
1 квітня 1981 Велч був призначений головою і виконавчим директором GE. У 2001 році він завершив свою кар'єру у GE, його наступником став Джефф Іммельт (Jeffrey Robert Immelt).
При звільненні 6 вересня 2001 Велч отримав рекордний за розміром «золотий парашут» у 417 млн. $.
Є автором книг «Сам собі MBA. Про бізнес без цензури» та «Переможець» у співавторстві з Сьюзі Велч.